# 腔発

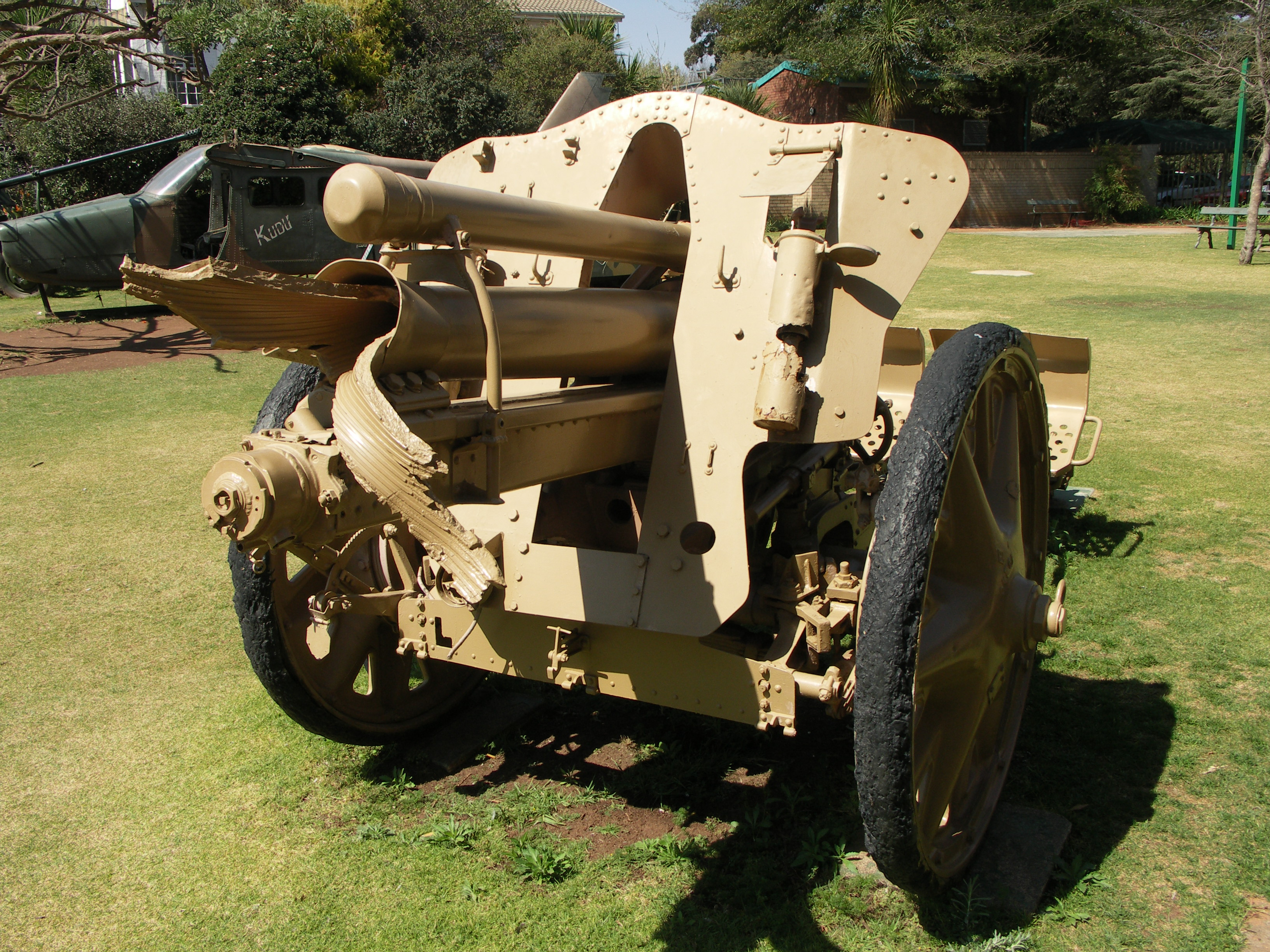
腔発を起こしたと思われる、ドイツの火砲（10.5cm leFH 18）
砲身が破裂し、大きく左右に裂けている

腔発（こうはつ）とは、砲弾（榴弾もしくは榴散弾）が砲身内で爆発する事故のことである。
大日本帝国海軍と海上自衛隊では膅発（とうはつ）、あるいは膅中爆発（とうちゅうばくはつ）や膅内爆発（とうないばくはつ）と呼ばれる。「とうないばくはつ」を筒内爆発とする表記は、文字を当用漢字で代用したものである。

## 概略
広義には、弾頭内の火薬（炸薬）ではなく発射用の火薬（装薬）に起因する事故も含まれる。俗に暴発と言うことも多いが、こちらは正確には発砲動作自体は正常に行われたものも含む、使用者の意図を外れた撃発事故全般の総称である。また「早発」は砲弾が意図したよりも早く爆発することで、砲弾が砲口を出た後の事故も含む。
腔発は軍関係者をはじめとした銃砲ユーザーに最も恐れられている事故の1つである。拳銃程度であっても使用者は手に重大な損傷を負い、機関銃のような大型のものではその程度が軽くても砲身は膨張して使用不能となり、激しい時には砲身が破裂し、砲員が死傷することもある。軍用機の機関砲で発生しその程度が大きかった場合は、機体に深刻なダメージを与えてそのまま墜落することもありえる。艦砲においては、砲盾より内側や砲室内部で発生した場合、砲塔が破損するが、砲口に近い場合には付近の兵員を殺傷はするが砲身を交換すればその後の射撃にほとんど支障はない。その原因はさまざまで、古くから原因究明が行われており、現在では滅多に起きることはないが第二次世界大戦以前は頻発していた。原因は弾丸、信管、砲などの製造不良によるものや過剰な使用や汚損によるものなど、多岐にわたる。
日露戦争前、対露作戦準備の一環として、海軍大臣だった山本権兵衛は腔発事故が多数発生することを見越しイギリスからの石炭輸入に際して貨物船の船底に12inch砲の砲身を多数隠し極秘に輸入していた。
ドイツ国防軍は、撤退時に回収できない火砲を安全に処分するため、Sprengpatrone Zという特殊弾薬を配備していた。この弾薬を装填して発砲すると、腔発と同じ作用で砲身がダメージを受けるため、敵が火砲を鹵獲しても再利用することができなくなるというものだった。

## 製造不良によるもの

### 弾丸不良
- 弾丸の炸薬が炸薬室内に詰まっていないと、発射の衝撃で炸薬が弾底に衝突して発火し、また弾体の回転運動による弾壁と炸薬とによる摩擦熱によって爆発する。こうした高温領域のことをホットスポットと称する。その防止法の1つに弾腔内面に塗装を施すことがある。ただしその塗装はムラなく均一であらねばならない。
- あやまって炸薬室内に入った砂、鉄くずなどが原因となる。
- 材料の不良のために弾壁が弱く、ガス圧力にたえられず破裂し、爆発する。
- 底螺つまり弾丸の底にねじこみ炸薬室をふさぐ螺片と、弾体との間に隙間があると、ここから火薬ガスが吹き込まれて炸薬に点火、爆発する。
- 変形した、あるいは直径が大き過ぎる弾丸を発射すると砲身に詰り、火薬の燃焼圧力に砲身が耐えられなくなって破裂する

### 信管不良
- 信管の安全装置が不十分である。
- 時限信管を用いる場合その調整を誤った。
- 所定の信管を他に転用したとき、これは特に弾底信管の場合に多い。想定以上の圧力を受けると、撃発子、つまり活機が信管底に接触し反発し、再び前進し爆発する。
- 起爆剤である雷汞が不良である。この原因は雷汞それ自体が製造過程から不良な場合もあり、雷管製造の際、不注意のために他の金属の粉末が混入しそれが機械的に働く場合もあり、時にはその金属のために雷汞が分解し鋭感的になることもある。

### 砲身不良
- 砲身の強度が設計通りにないために破裂する。
- 砲身の歪みが甚だしい場合は、砲弾が詰って火薬の燃焼圧力に砲身が耐えられなくなって破裂する。

### 火薬不良
- 発射火薬が急燃焼すると、弾丸の加速が過大となり、上に述べた原因を誘発する。

### 発火装置不良
- 戦艦日向では、発火電気信号装置の不具合により尾栓の閉鎖完了前に装薬が発火する砲塔爆発事故を2度起こしている。

## 使用によるもの

### 装填不良
- 薬莢を使用せず、射距離に応じて小分けにした薬嚢を使用し、閉鎖器の動作にも手動ないし人の判断による部分が多い大口径砲で起こりやすい。薬嚢の数量はもちろん、砲弾も弾種により長さが異なることは珍しくなく、それぞれが適切な位置に装填されていないと戦艦アイオワの砲塔爆発事故（英語版）のような事態を引き起こす。
- 薬莢式であっても、.38スペシャル弾と.357マグナムのように大きさが近いが威力の異なる弾薬の取り違えや、規格品ではないハンドロードで不適切な薬量が装填されていることで過大な負荷が加わって腔発が起きることがある。
- 現代の戦車砲で多用されるHEATは、通常の銃砲弾と異なり砲内に押し込む際に引っかかりやすい形状をしており、弾頭の変形･破損が腔発に繋がるリスクも存在する。人力装填でも自動装填装置でも、このような事態を起こさないための精密性と十分な速さという相克する要件の両立が求められる。

### 砲身過熱
- 金属は高温になると強度が低下する性質があり、融点の半分程度の温度から大幅な強度低下が起きる。このため砲身が真っ赤になるほどに過熱している状態で発射すると砲身が火薬の圧力に耐えきれなくなって破裂する。これは古くから経験則として知られており、例えば大口径砲では30発を連続発射すると尾栓部の温度が100℃を超えるという[1]。そこで運用上で連続射撃を制限したり、砲身に冷却装置を設けたりしてきた。また砲身に常に水を掛けて冷却する、連続発射のあとで弾丸を装填したまま一定時間放置する場合も危険性が高まるので砲口を空に向けて事故の被害減少に務める、装薬を減らして射撃するなどの注意が払われた[1]。またアメリカ海軍では前もって焼けた砲に装填のまま放置して発火するまでの時間を測定し、「クック・オフ・タイム」として安全確保の目安としていた[1]。
- 過熱や整備不良といった影響で砲身が変形し垂れ下がった場合、その状態で射撃すると砲弾が砲身に詰まって圧力が上がり、砲身破裂に至る。

### 水素ぜい化
- 火薬が燃焼すると火薬中に含まれている水素原子が遊離して金属組織の間隙に浸透して水素ぜい化を起こす。このため砲身には一種の寿命が設定されており、一定数使用した砲身を交換することで予防されている。

### 砲身内部汚損
- 砲腔面が弾丸銅帯の銅の付着によって弾丸の進行が阻害され、砲弾に加わった衝撃により炸薬が爆発し、または砲弾が詰まって火薬の燃焼圧力に砲身が耐えられなくなって破裂する[1]。また砲身内部に入った土砂により同様の事故が起こることがある[2]。
- 軟らかい鉛が剥き出しの弾丸と、多量の燃えカスが残る黒色火薬を使用していた昔の火器では、銃砲身自体の強度の低さも相まって、こまめに内部の清掃を行わなければ容易に腔発を起こした。

## 事故事例
- 1904年（明治37年）5月 - 旅順港閉塞作戦において戦艦八島12in砲、防護巡洋艦厳島4.7in砲[1]。
  - 7月、黄海海戦において戦艦三笠12in砲。分隊長として乗組の伏見宮博恭王が負傷した[1]。
- 1905年（明治38年）5月 - 日本海海戦において戦艦三笠12in砲、戦艦敷島12in砲、戦艦朝日12in砲[1]。装甲巡洋艦日進8in砲[1]。なお、この時の日進には高野五十六（後の山本五十六）が少尉候補生として乗艦しており、左手の人差し指と中指を失っている。

以上のうち一部は、関係者への責任問題への発展を避けるために敵弾命中によるものと報告されたが、実際には敵弾の命中などの外圧によって砲身切断が起きることはあっても（そのまま無理に射撃しなければ）腔発が起こることは決してなく、砲身内部での早期爆発によってのみ起こる。
- 1920年（大正9年）9月12日 - シベリア出兵支援のための実弾射撃演習中において戦艦榛名14in砲1番砲塔右砲[1]。
- 1944年（昭和19年）11月 - 駆逐艦沖波50口径三年式12.7センチ砲のうち2番、3番砲[1]。連続対空射撃の結果とされる[1]。
- 1945年（昭和20年）8月1日 - 日本海軍第343海軍航空隊の戦闘第301飛行隊長である菅野直大尉が搭乗した紫電改の20ミリ機銃、菅野機は未帰還となる[3]。
- 2007年（平成19年）5月28日 - 韓国海軍の駆逐艦文武大王が鎮海沖で127mm砲の射撃訓練実施中。「何らかの理由で砲身内で爆発が起きたが、幸い人的被害はなかった」と発表されている。
- 2010年（平成22年）8月20日 - 陸上自衛隊の90式戦車が東富士演習場畑岡射場で富士総合火力演習に向けた射撃訓練中に発生し、破片が広範囲に飛び散る。原因は砲身内部に入った土によるものとされている[2] が、それ以外にも複合的な要因があったのではという指摘もある[注 1]。